# Roman Amojan
Roman Amojan (armenisch Ռոման Ամոյան; * 3. September 1983 in Jerewan) ist ein armenischer Ringer jesidischer Abstammung. Er gewann bei den Olympischen Spielen 2008 in Peking eine Bronzemedaille und wurde Europameister 2006 jeweils im griechisch-römischen Stil im Bantamgewicht.

## Werdegang
Roman Amojan begann im Jahre 1995 mit dem Ringen. Er konzentrierte sich dabei auf den griechisch-römischen Stil, bei dem Griffe nur von Hüfthöhe aufwärts erlaubt sind. Nachdem sein großes Talent erkannt worden war, wurde er Mitglied von "Dynamo" Jerewan, dem führenden Klub im armenischen Ringerverband. Die wichtigsten Trainer in seiner karriere waren bzw. sind Arutjun Chatschaturjan und Gamlet Owanessjan. Bei einer Größe von 1,58 Metern rang er immer im Bantamgewicht, der leichtesten Gewichtsklasse. Einen anderen Beruf als Ringen übt er zurzeit nicht aus.
Seine sportlichen Erfolge auf internationaler Ebene begannen im Jahre 1999, wo er als Sechzehnjähriger bei der Junioren-Weltmeisterschaft (Cadets) in Nykøbing/Dänemark in der Gewichtsklasse bis 42 kg Körpergewicht (KG) den 7. Platz belegte. Zwei Jahre später wurde er bei der Junioren-Weltmeisterschaft (Juniors) in Taschkent Sieger in der Gewichtsklasse bis 50 kg KG vor Ilja Sagalajew, Russland und Aydin Sarsekajew aus Kasachstan.
Im Jahre 2002 wurde Roman Amojan in Subotica auch Junioren-Europameister in der Gewichtsklasse bis 50 kg KG vor Malchaz Solomonidse aus Georgien und Kristijan Fris aus Serbien und Montenegro. Bei der Junioren-Weltmeisterschaft 2003 in Istanbul verlor er gleich seinen ersten Kampf gegen den starken Kubaner Jagnier Hernandez und musste deswegen trotz eines Sieges in seinem zweiten Kampf gegen den Schweden Andreas Blomquist ausscheiden, die damals gültigen Wettkampfregeln der FILA waren so eigenartig und belegte nur den 12. Platz.
Im Jahre 2003 startete Roman Amojan auch schon bei der Weltmeisterschaft der Senioren im französischen Créteil. Im Bantamgewicht siegte er dabei zunächst über Ässet Imanbajew aus Kasachstan und unterlag in seinem zweiten Kampf gegen den Polen Dariusz Jabłoński, der schließlich Weltmeister wurde. Für Amojan blieb nach dieser Niederlage nur der 25. Platz.
Im Jahre 2004 verpasste er die Olympiaqualifikation und konnte deshalb nicht in Athen an den Start gehen. Der erste große Erfolg im Seniorenbereich stellte sich dann aber im Jahre 2005 ein, denn er wurde in diesem Jahr in Warna Vizeeuropameister im Bantamgewicht. Nach vier siegreichen Kämpfen unterlag er dabei im Finale dem Russen Wiktor Korabljow. Bei der Weltmeisterschaft dieses Jahres in Budapest war er nicht so erfolgreich, denn er unterlag dort in seinem ersten Kampf völlig überraschend gegen Elgin Elwais aus Palau und landete schließlich auf dem 9. Platz.
Im Jahre 2006 landete er den größten Erfolg seiner Laufbahn, denn er wurde in Moskau Europameister im Bantamgewicht. In den entscheidenden Kämpfen besiegte er dabei Wugar Ragimow aus der Ukraine und Wenelin Wenkow aus Bulgarien. Bei der Weltmeisterschaft 2006 in Guangzhou (Kanton) gelang es ihm aber wieder nicht, sich im Vorderfeld zu platzieren. Nach einem Sieg über den Vietnamesen Nguyern Phan Phong unterlag er dort nämlich in seinem zweiten Kampf gegen Park Eun-chul aus Südkorea und musste ausscheiden. Es blieb ihm damit nur der 12. Platz.
Im Jahre 2007 startete Roman Amojan nur bei der Weltmeisterschaft in Baku. Dort erging es ihm aber noch schlechter als 2006 in Guangzhou, denn er verlor seinen ersten Kampf gegen Rövşən Bayramov aus Aserbaidschan und musste damit, aufgrund wieder einmal geänderter Regeln, ausscheiden, weil Bayramov das Finale nicht erreichte. Amojan wurde damit 24.
Im Jahre 2008 qualifizierte er sich mit einem 3. Platz beim Olympiaqualifikationsturnier in Ostia bei Rom für die Teilnahme an den Olympischen Spielen dieses Jahres in Peking. Bei diesen Spielen gewann er im Bantamgewicht mit Siegen über Ässet Imanbajew u. Lascha Gogitadse, Georgien, einer Niederlage gegen Rowshan Bayramov und einem Sieg über Jagnier Hernandes die Bronzemedaille.
Bei der Europameisterschaft 2009 in Vilnius siegte Roman Amojan über Wugar Ragimow und Grigoris Anastasiadis aus Griechenland, verlor aber dann im Viertelfinale gegen Bekchan Mankijew aus Russland und verpasste damit die Trostrunge und landete auf dem 7. Platz.
2012 gelang es Roman Amojan nicht, sich in den Turnieren in Sofia und Helsinki für die Olympischen Spiele in London zu qualifizieren.

## Internationale Erfolge
| Jahr | Platz  | Wettbewerb                                    | Gewichtsklasse | |
| 1999 | 7.     | Junioren-WM (Cadets) in Nykøbing/Dänemark     | bis 42 kg KG   | Sieger: Rustam Sindikow, Russland vor Mohammad Hazarati, Iran |
| 2001 | 1.     | Junioren-WM (Juniors) in Taschkent            | bis 50 kg KG   | vor Ilja Sagalajew, Russland u. Aydin Sarsekbajew, Kasachstan |
| 2002 | 1.     | Junioren-EM (Juniors) in Subotica             | bis 50 kg KG   | vor Malchaz Solomonidse, Georgien u. Kristijan Fris, Jugoslawien |
| 2003 | 2.     | Junioren-EM (Juniors) in Belgrad              | Bantam         | mit einem Sieg über Irakli Chodua, Georgien, einer Niederlage gegen Kim Holk, Schweden, einem Sieg über Boris Radkewitsch, Belarus u. einer Niederlage gegen Marian Sandu, Rumänien  |
| 2003 | 12.    | Junioren-WM (Juniors) in Istanbul             | Bantam         | nach Niederlage gegen Jagniel Hernandez, Kuba u. Sieg über Andreas Blomquist, Schweden                                                                                               |
| 2003 | 25.    | WM in Créteil                                 | Bantam         | mit einem Sieg über Ässet Imanbajew, Kasachstan u. einer Niederlage gegen Dariusz Jabłoński, Polen                                                                                   |
| 2004 | 6.     | Olympiaqualifikationsturnier in Taschkent     | Bantam         | Sieger: Masatoshi Toyota, Japan vor Gaidar Mamedalijew, Russland |
| 2005 | 1.     | "Takhty"-Cup in Teheran                       | Bantam         | hinter H. Banitamim, Iran, vor Wiktor Melikow, Aserbaidschan u. Aman Chalilow, Kirgisistan                                                                                           |
| 2005 | 2.     | EM in Warna                                   | Bantam         | mit Siegen über Paulo Goncalves, Portugal, Claudiu Florin Gavrila, Rumänien, Bayram Özdemir, Türkei u. Alexei Schaipak, Belarus u. einer Niederlage gegen Wiktor Korabljow, Russland |
| 2005 | 9.     | WM in Budapest                                | Bantam         | nach einer Niederlage gegen Elgin Elwais, Palau, einem Sieg über Kristijan Fris u. einer Niederlage gegen Ermek Kuketow, Kasachstan                                                  |
| 2006 | 1.     | EM in Moskau                                  | Bantam         | mit Siegen über Tibor Olah, Ungarn, Claudiu Florin Gavrila, Rumänien, Wugar Ragimow, Ukraine u. Wenelin Wenkow, Bulgarien                                                            |
| 2006 | 12.    | WM in Guangzhou/China                         | Bantam         | mit einem Sieg über Nguyen Phan Phong, Vietnam u. einer Niederlage gegen Park Eun-chul, Südkorea                                                                                     |
| 2007 | 3.     | "Pytlasinksi"-Memorial in Warschau            | Bantam         | hinter Rövşən Bayramov u. Anders Nyblom Dänemark, gemeinsam mit Tibor Olah, Ungarn, vor Kohei Hasegawa, Japan u. Haschim Beihara, Türkei                                             |
| 2007 | 24.    | WM in Baku                                    | Bantam         | nach einer Niederlage gegen Rövşən Bayramov, Aserbaidschan |
| 2008 | 1.     | Yadegar-Emam-Cup in Teheran                   | Bantam         | vor Mohammad Faghiri, Bagher Tavakolian u. Yasin Bahramipour, alle Iran |
| 2008 | 2.     | EM in Tampere                                 | Bantam         | mit einem Sieg über Virgil Munteanu, Rumänien, Juri Kowal, Ukraine u. Irakli Chochua, Georgien u. einer Niederlage gegen Rövşən Bayramov                                             |
| 2008 | 3.     | Olympiaqualifikationsturnier in Ostia bei Rom | Bantam         | hinter Jiao Hua Feng, China u. Alexandar Kostadinow, Bulgarien, gemeinsam mit Lascha Gogitadse                                                                                       |
| 2008 | Bronze | OS in Peking                                  | Bantam         | mit Siegen über Ässet Imanbajew u. Lascha Gogitadse, einer Niederlage gegen Rövşən Bayramov u. einem Sieg über Jagnier Hernandez                                                     |
| 2009 | 7.     | EM in Vilnius                                 | Bantam         | mit Siegen über Wugar Ragimow u. Grigoris Anastasiadis, Griechenland u. einer Niederlage gegen Bekchan Mankijew, Russland                                                            |
| 2011 | 1.     | EM in Dortmund                                | Bantam         | vor Wugar Ragimow, Elbek Tachijew, Belarus und Eldanis Asisli, Aserbaidschan |
| 2012 | 1.     | Grand-Prix von Slowenien in Murska Sobota     | Bantam         | vor Lee Jung-baek, Südkorea, Jan Hocko, Tschechien und Bekchan Mankijew |
| 2012 | 3.     | Olympiaqualifikationsturnier in Sofia         | Bantam         | Sieger: Hakan Nyblom, Dänemark vor Alexandar Kostadinow |
| 2012 | 7.     | Olympiaqualifikationsturnier in Helsinki      | Bantam         | Sieger: Wugar Ragimow vor Arsen Eralijew, Kirgisistan |

## Erläuterungen
- alle Wettbewerbe im griechisch-römischen Stil
- OS = Olympische Spiele, WM = Weltmeisterschaften, EM = Europameisterschaften
- Bantamgewicht, Gewichtsklasse bis 55 kg Körpergewicht